# 금석문

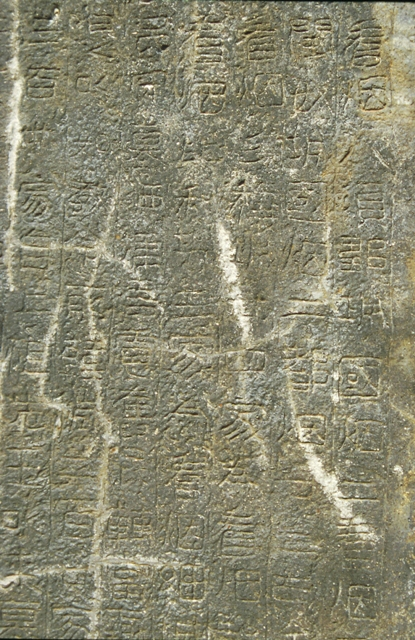
광개토왕릉비

금석문(金石文) 혹은 금석문자(金石文字)는 철이나 청동 등의 금속성 재료나 석재에 새겨진 글이다.

## 개설
고대의 역사나 문화를 연구하는데 귀중한 자료이다. 일반적으로 금속성 재료에 쓴 금문(金文), 석재에 기록한 석문(石文)뿐만 아니라 토기에 기록한 토기 명문(銘文), 다듬은 나무에 쓴 목간(木簡), 직물에 쓴 포기(布記), 고분의 벽에 붓글씨로 기록한 묵서명(墨書銘), 칠기(漆器)에 기록한 묵서, 기와나 전돌의 명문(銘文) 등을 포괄하여 부르기도 한다. 이때 토기 명문 가운데 기와나 벽돌은 석문으로 보기도 한다.
이를 연구하는 학문을 금석학(金石學)이라 지칭하며, 조선조의 추사 김정희는 전국의 저명한 금석문을 조사하고 깊이 있는 연구를 했던 당대 최고의 금석학자였다.

## 석문
스페인의 알타미라 동굴 벽화, 이집트 현존 최고 석문인 센드 석문(send inscription), 이란의 고대도시 수사(Susa)에서 발견된 바빌로니아왕국의 함무라비법전, 나폴레옹이 이집트의 로제타에서 발견한 로제타석 등은 대표적인 고대의 석문(石文)이다. 중국에는 도덕경을 돌에 새긴 개원석경(開元石經)이 있었다. 한국에도 신석기시대의 유적으로서 울산 태화강 암벽에 새겨진 반구대 암각화가 알려져 있고, 고구려 광개토왕릉비와 신라 진흥왕순수비를 비롯한 수많은 비석들이 남아 역사의 면면을 고증해 주고 있다.

## 같이 보기
- 광개토왕릉비
- 진흥왕 순수비
- 금석학